# Svéd U21-es labdarúgó-válogatott
A Svéd U21-es labdarúgó-válogatott Svédország 21 éven aluli labdarúgó-válogatottja, melyet a svéd labdarúgó-szövetség irányít.

## U21-es labdarúgó-Európa-bajnokság
- 1978: nem jutott ki
- 1980: nem jutott ki
- 1982: nem jutott ki
- 1984: nem jutott ki
- 1986: Negyeddöntő
- 1988: nem jutott ki
- 1990: Elődöntő
- 1992: Ezüstérmes
- 1994: nem jutott ki
- 1996: nem jutott ki
- 1998: Negyeddöntő
- 2000: nem jutott ki
- 2002: nem jutott ki
- 2004: 4. hely
- 2006: nem jutott ki
- 2007: nem jutott ki
- 2009: Bronzérmes
- 2011: nem jutott ki
- 2013: nem jutott ki
- 2015: Aranyérmes
- 2017: Csoportkör

## Olimpiai szereplés
- 1992: 7. hely
- 1996: nem jutott ki
- 2000: nem jutott ki
- 2004: nem jutott ki
- 2008: nem jutott ki
- 2012: nem jutott ki
- 2016: Csoportkör